# Бакушевич Ярослав Михайлович
Яросла́в Миха́йлович Бакуше́вич (*12 січня 1954, м. Львів) — український вчений-економіст, педагог. Кандидат технічних наук (1984). Академік Академії економічної кібернетики України (1998). Академік Академії економічних наук України (2006).
Дійсний член Міжнародної організації інженерів електроніки (відділ. антен і космосу) (ІЕЕЕ) від 1999. Закінчив Львівський політехнічний інститут (1976). Від 1987 — доцент ТДТУ. Від 2002 — ректор Тернопільського інституту соціальних та інформаційних технологій, професор ТІСІТ. Досліджував кінематику та динаміку керування антенними пристроями супутникового зв'язку, оптимізацію динамічних параметрів антен у стаціонар. та перехідних режимах. Досліджує українсько-польські зовнішньоекономічні відносини. Автор підручників з інформатики та комп'ютерної техніки, бізнес-презентацій. Автор понад 90 наук. праць, статей, винаходів, посібників.